# Glaphyra laeta
Glaphyra laeta är en skalbaggsart som beskrevs av Holzschuh 2003. Glaphyra laeta ingår i släktet Glaphyra och familjen långhorningar. Inga underarter finns listade i Catalogue of Life.